# Костел св. Марії Магдалини (Кукільники)
Костел св. Марії Магдалини — історичний, бароковий римо-католицький костел 18 ст., що знаходиться в Кукільниках Галицького району Івано-Франківської області в Україні, нині в руїнах.

## Історія

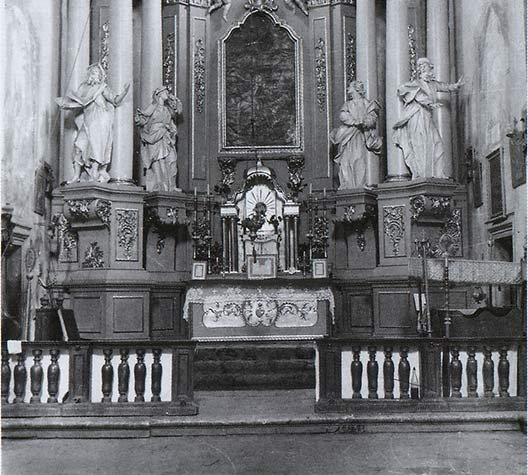
Головний вівтар костелу міжвоєнного часу

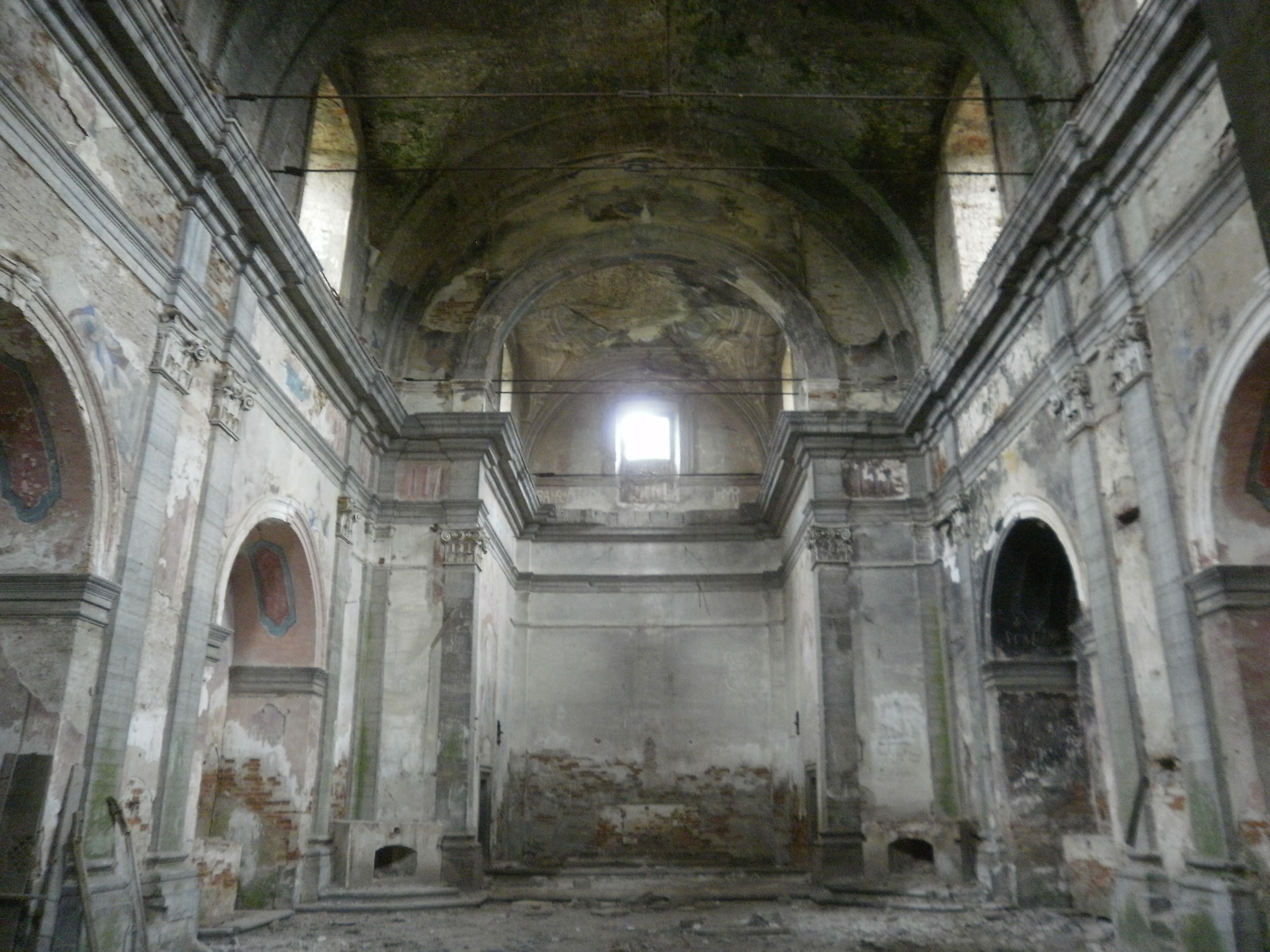
Інтер'єр церкви сьогодні. Заслуговують на увагу порівняно добре збережені фрески під арками та добрий стан карнизів

У 1368 році палатин Володислав Опольський надав землю в Кукільниках у вічне володіння єпископам Львівської архідієцезії. У цій місцевості жив архієпископ Бернард, а правителем тутешніх земель протягом 18 років був чернець-францисканець, блаженний Яків Стрепа. Завдяки віддаленості Кукільників від великих міст і торговельних шляхів, а також привабливим природним і ландшафтним умовам це місце було обрано літньою резиденцією Львівського архієпископа ще в XV столітті. Римо-католицька парафія в Кукільниках була заснована в 1421 році указом архієпископа Яна Жешовського, а в 1430 році король Владислав II Ягайло надав Кукільникам магдебурзьке право. Тоді ж було збудовано перший дерев'яний костел в Кукільниках і замок, власниками якого були, серед інших Григорій Сяноцький.
У 1632 році татари напали на село і зруйнували всі будівлі, в тому числі замок і костел. У 1676 році другий храм було знесено, а на його місці збудовано лише невелику каплицю. У 1727 році Львівський архієпископ Ян Скарбек вирішив перенести картину із зображенням розп’яття Ісуса Христа, яка вважалася чудодійною, і була врятована із замку до каплиці[що?]. Ця дата вважається символічним початком будівництва храму св. Марії Магдалини. З джерел відомо, що будівництво фінансував сам архієпископ, але невідомо, коли воно було завершене; звичайно не раніше 1741 року. Можливо, архітектором костелу був Петро Полейовський.
У 1767 році поряд з храмом збудовано муровану дзвіницю. Костел св. Марії Магдалини був освячений в 1782 році. У 19 столітті храм кілька разів ремонтувався; найбільші роботи відбулися між 1870 і 1882 роками, коли польський архітектор Ян Санока реконструював вежу костелу та встановив новий орган. Зі збережених свідчень відомо, що його гру можна було почути в Більшівцях, за 8 км від Кукільників.
Під час Першої світової війни костел був серйозно пошкоджений і зазнав капітального ремонту в 1924–1931 роках. У 1920-х роках при костелі був створений жіночий монастир сестер милосердя, в якому проживало сім черниць.
Після закінчення Другої світової війни польське населення було виселене з околиць Кукільників і радянська влада закрила парафію. З 1950-х років церква служила складом хімічних матеріалів, внаслідок чого будівля занепала. З 1991 року костел стоїть занедбаний.